# Louis Lagueux
Louis Lagueux né le 20 novembre 1793 et décédé le 15 juin 1832 est un avocat et un personnage politique dans le Bas-Canada.

## Biographie
Il est né dans la ville de Québec en 1793, le fils du marchand Louis Lagueux et Louise Bégin, dont le père Charles Bégin a siégé à l'Assemblée législative. Lagueux a étudié au Petit Séminaire de Québec, article légalement avec Joseph-Rémi Vallières de Saint-Réal et autorisé à exercer en 1817. Cette même année, il est entré dans les affaires d'importation avec un partenaire; après que l'entreprise a échoué l'année suivante, il retourne à la pratique du droit. En 1820, il a été élu à la Chambre d'assemblée du Bas-Canada pour Dorchester; il a représenté la circonscription jusqu'à sa mort du choléra à Québec en 1832. Pendant son temps à la chambre d'assemblée, il a appuyé le Parti canadien. En 1830, il a présenté un projet de loi incorporant la ville de Québec.
Son oncle Étienne-Claude Lagueux a également siégé à la Chambre d'assemblée.